# Фактор 2
«Фактор-2» — російсько-німецький музичний поп-реп-гурт, створений в 1999 році Іллею Подстреловим і Володимиром Панченко.

## Історія гурту
Колектив був створений в Німеччині в кінці 1990-х років музикантами з Гамбурга Іллею Подстреловим і Володимиром Панченко   . Після того, як дебютна пісня гурту «Красавица» отримала популярність в Росії на початку 2000-х років, колектив розпочав співпрацю з солістом гурту «Руки Вверх!» Сергієм Жуковим, який став продюсером«Фактора-2» . У Німеччині ж продюсуванням гурту займалися DJ Вітал (Віталій Мозер) і Вадим Айхвальд .
У січні 2005 року в Росії вийшли два альбоми колективу - «В нашем стиле» і «Мы фальшивые МС» , які раніше, в 2002 і 2003 роках відповідно, були випущені в Німеччині . На підтримку обох дисків був знятий кліп на пісню «Красавица», режисером якого став Сергій Жуков . У серпні того ж року ця композиція потрапила в ротацію «Русского радио» і очолила хіт-парад «Золотий грамофон» . 15 вересня 2005 року «Фактор-2» випустили свій третій альбом «Истории из жизни» . Платівка вийшла в двох версіях: в піснях, що увійшли до першої версії диска (Super Hard) , використовується ненормативна лексика, а в другій (Extra Light)  вона відсутня . В день релізу альбому в клубі «Точка» відбулася його концертна презентація  . У жовтні був знятий кліп на композицію «Отчим», що увійшла до платівки «Истории из жизни». Режисером відео виступив Сергій Жуков, а головну роль в ньому зіграв актор Максим Коновалов . У грудні Національний Фонд виробників фонограм (НФПФ) вручив колективу нагороду «Золотий диск» за 100 тисяч проданих примірників усіх чотирьох платівок, випущених в 2005 році.
У лютому 2006 року гурт дав великий сольний концерт в концертному залі Санкт-Петербурга «Льодовий палац», на якому були присутні сім тисяч чоловік . У березні того ж року в клубі «Ленінград» пройшли зйомки кліпу на пісню «Хочу на TV», режисером якого виступив Сергій Жуков, а оператором - Євген Єрмоленко . У травні на церемонії вручення премії російської індустрії звукозапису « Рекорд '-2006 » дует «Фактор-2» переміг у номінації «Артист року»   . 26 жовтня відбувся реліз платівки «Иммунитет подорван», а 28 жовтня в ТК «Горбушкін двір» пройшла презентація диска  .
На початку 2008 року у гурту закінчився контракт з Сергієм Жуковим, і учасники вирішили його не продовжувати . Після припинення співпраці з Жуковим Ілля Подстрелов і Володимир Панченко перейменували проект в «Илья и Влади», оскільки назва «Фактор-2» залишилося за їх колишнім продюсером . 24 травня 2008 року в ТК «Горбушкін двір» відбулася презентація нового альбому колективу під назвою «Раритет» .
У 2012 році дует Іллі Подстрелова і Володимира Панченка розпався через розбіжності між музикантами . З цього моменту існує два музичних колективи з назвою «Фактор-2»: до складу першого входять Володимир і Денис Панченко, які працюють в Німеччині, а в другому - Ілля Подстрелов і Андрій Камаєв, які працюють в Росії  .
15 квітня 2017 року клубі Stadium колектив відзначив своє 15-річчя , а 18 жовтня 2019 року в клубі «Известия Hall» відбувся ювілейний концерт на честь 20-річчя гурту .

## Склад гурту

### Поточний склад
В Німеччині:
- Володимир Панченко (1999 - теперішній час) [4]
- Денис Панченко (2012 - теперішній час)

В Росії:
- Ілля Подстрелов (1999 - теперішній час) [4]
- Андрій Камаєв (2012 - теперішній час) [17]

### Колишні учасники
- Початковий склад дуету (1999-2012): Володимир Панченко та Ілля Подстрелов.

## Дискографія

### Студійні альбоми
- 2002 — «В нашем стиле»[4] (релиз в России состоялся в 2005 году)[5]
- 2003 — «Мы — фальшивые MC»[4] (релиз в России состоялся в 2005 году)[5]
- 2005 — «Истории из жизни» (Extra Light)[3][7]
- 2005 — «Истории из жизни» (Super Hard)[3][7]
- 2006 — «Иммунитет подорван»[13]
- 2007 — «Звёзды падают»
- 2008 — «Раритет» (как «Илья и Влади»)[20]

### Сингли

#### Фактор-2
- Письма (2019) (feat. JERRY)
- Ревную (2019)
- Таксист (2019)
- Философия (2019)
- Домохозяйка (2020) (feat. JERRY)
- Глючит (2020)
- Печенька (2020)
- Я о тебе думаю (2021)
- Не до фильма (2021)
- Наедине с телефоном (2021)

#### Ілля Подстрелов
- Раз, два, три, четыре, пять (2012)
- Не существует идеала (2012)
- Это любовь (2014)
- Колёсики (2014) (feat DJ SLON & Katya)
- Молчи (2014) (feat. Тимур Агапов)
- Физрук (2014)
- Предположим (2014)
- Знаю (2014)
- Ковыляй (2014) (feat. Адреналин)
- Прости (2015)
- Женюсь (2016)
- Больше ничего не надо (2016) (feat. LinRey)
- Мой доктор (2016)
- Ути, моя маленькая (2016)
- Королева (2017)
- Пой, девочка
- Девочка-Iphone
- Просто надо
- Сиськи
- Новая жизнь
- Прижмись ко мне
- Закрою дверь (feat. Лео Май и Битнер & Dima Project)
- Обожаю луну (feat. Dima Project)
- Тянутся руки (feat. Андрей Камаев)
- МДК, пока! (feat. Лео Май и Битнер)
- Найди себя!

#### Володимир Панченко
- О майн год, новый год! (2016)
- Формула любви (2015)
- Над Москвой гроза (2015)
- Побудь со мной (2014)
- Виолетта (2014)
- А ты его ждёшь (2014)
- Незнакомка (2013)
- Облака (2013)
- Запиши мой номер (Remix) (2013)
- Не отпускай (2013)
- Красавица (2013)
- Ты плачешь по ночам (2012)

#### Faktor-2
- Хайс, байби, хайс! (Dj DreaM - Remix 2019)
- Опять весна (2021) (feat. Bra4os)

### Кліпи

#### Фактор-2
- Красавица (2004)
- Отчим (2005)
- Весна (2005)
- Хочу на TV (2006)
- Хочу на MTV (2006) DJ Vital remix
- Осталась одна (2006)
- Постараюсь забыть (2008)
- Огнеопасна (feat. Помеха Справа) (2009)
- Ревную (2019)
- Кареглазая (feat. MANIYA)
- Знаю

#### Ілля Подстрелов
- Знаю (2014)
- Физрук (2014)
- Сиськи (2014)
- Узбагойся (2014)
- Студентка (2014)
- Девочка-iPhone (2014)
- Гимн молодости (feat. Бурановские бабушки, DJ SLON) (2014)
- Посмотри мне в глаза (2014)
- Ути, моя маленькая (2016)
- Женюсь (2017)
- Ты ничего такая (2018)

#### Faktor-2
- Такие, как я (feat. Славян Победа) (2012)
- Незнакомка (2013)
- Crazy Lover (2016)
- Хайс бэйби хайс (Remix) (2020)